# Broćevke
Broćevke (broćevi, bročine, lat. Rubiaceae), biljna porodica iz reda Gentianales. Porodica je dobila ime po rodu broć (Rubia), koji se ne smije brkati s rodom broćika (Galium), kojem pripada prava broćika (Galium verum), nazivana i Ivanjsko cvijeće, Ivanov cvijet, Ivanova trava, slama Marije djevice, a rasprostranjena je po čitavom svijetu.
U primorskim krajevima Hrvatske rastu vrste Rubia peregrina (rukodrž) sa zimzelenom nadzemnom stabljikom. Druga naša primorska vrsta R. tinctorum ima listove s kratjim peteljkama, a nadzemna joj stabljika ujesen ugiba. Raste samoniklo a cvjetovi su joj žuti poput meda. Vrsta poznata kao broćika ljepljiva ili ljepljiva broćika (Galium aparine L.) prirodni je antipiretik, adstrigent, antiinflamatorik, antineoplastik, dermetik, diuretik, ekspektorant, limfatik, relaksant, sedativ, sekretolik i tonik.

## Opći opis
Rubiaceae su porodica cvjetnica iz reda Gentianales, koja se sastoji od 611 rodova s više od 13 150 vrsta biljaka, grmova i drveća, rasprostranjenih prvenstveno u tropskim područjima svijeta. Nekoliko je vrsta od gospodarske važnosti kao izvor korisnih kemikalija, a brojne se uzgajaju kao ukrasne biljke.

## Fizički opis
Članovi porodice imaju lišće jedno nasuprot drugome s prilistcima ili u pršljenovima, neprekinute rubove lista i lisnate dodatke na dnu lisnih peteljki. Listovi su obično veliki i zimzeleni kod tropskih vrsta, listopadni kod umjerenih vrsta, i igličasti ili ljuskasti kod pustinjskih vrsta. Biljke mogu imati jedan cvijet ili mnogo malih cvjetova skupljenih zajedno. Plodovi mogu biti bobice, koštunice, kapsule ili šizokarpi (suhi plodovi koji se cijepaju na segmente jedne sjemenke).

## Glavni rodovi i vrste
Gospodarski važni proizvodi iz porodice Rubiaceae uključuju kinin, koji se dobiva iz kore vrste Cinchona; kava, od sjemenki vrste Coffea; ipecacu, iz korijena Carapichea ipecacuanha; gambier ili gambir, tvar koja se koristi u štavljenju, od vrste Uncaria gambir; i kratom (Mitragyna speciosa), koji se koristi u tradicionalnoj medicini i rekreativno kao stimulans. Neka stabla u porodici daju korisno drvo. Rubia tinctorum prije se uzgajao zbog crvene boje koja se dobivala iz korijena (alizarin); korijenje križanca (Crucianella) sadrži crvenu boju koja se nekada koristila u lijekovima.
Vrste koje se uzgajaju kao ukrasne biljke uključuju rodove Gardeniju, Ixoru, Nerteru, Crucianella, Bouvardia,  Houstonia i glavatac Cephalanthus.
Biljke iz roda Myrmecodia imaju nabrekle stabljike sa šupljim područjima na kojima žive mravi. Mravi također nastanjuju šuplje segmente stabljike u rodovima Nauclea, Duroia i Hydnophytum.
Dva poznata roda niskih zeljastih biljaka koje potječu iz umjerenih područja su Galium (broćika) s malim cvjetovima i četvrtastim stabljikama i Mitchella s dvostrukim cvjetovima s četiri latice koji se nalaze na kraju svake stabljike.

## Potporodice
1. Cinchonoideae Raf.
2. Ixoroideae Raf.
3. Rubioideae Juss.
4. Coptosapeltoideae ined.: Tribus Coptosapelteae Bremek. ex S. P. Darwin: Acranthera Arn. ex Meisn. (42 spp.); Coptosapelta Korth. (16 spp.)
5. Luculioideae ined.: Tribus Luculieae Rydin & B. Bremer: Luculia Sweet (4 spp.)

- Genera incertae sedis: Benzonia, Bruxanelia, Fergusonia, Pseudodiplospora, Streblosiopsis, Stylosiphonia, Adolphoduckea Paudyal & Delprete
- Rodovi:

Acranthera, Acrobotrys, Acrosynanthus, Acunaeanthus, Adenorandia, Adenosacme, Adina, Adinauclea, Adolphoduckea, Afrocanthium, Agathisanthemum, Agouticarpa, Aidia, Aidiopsis, Airosperma, Alberta, Aleisanthia, Aleisanthiopsis, Alibertia, Alleizettea, Alleizettella, Alseis, Amaioua, Amaracarpus, Amphiasma, Amphidasya, Amphistemon, Ancylanthos, Anisomeris, Anotis, Antherostele, Anthocephalus, Anthorrhiza, Anthospermopsis, Anthospermum, Antirhea, Antirrhoea, Aoranthe, Aparine, Aphaenandra, Aphanocarpus, Apomuria, Appunia, Arachnothryx, Arcytophyllum, Argocoffeopsis, Argostemma, Asemanthia, Aspera, Asperula, Astiella, Atractocarpus, Atractogyne, Augusta, Aulacocalyx, Axanthes, Badusa, Balmea, Bartlingia, Basanacantha, Bathysa, Batopedina, Bellermannia, Bellizinca, Belonophora, Benkara, Benzonia, Berghesia, Bertiera, Bigelovia, Bikkia, Blepharidium, Bobea, Boholia, Borojoa, Borreria, Bothriospora, Botryarrhena, Bouvardia, Brachytome, Bradea, Bremeria, Brenania, Breonadia, Breonia, Bruxanelia, Bullockia, Bungarimba, Burchellia, Burttdavya, Byrsophyllum, Caelospermum, Callipeltis, Calochone, Calycophyllum, Calycosia, Calycosiphonia, Campanocalyx, Camptopus, Canephora, Canthium, Capirona, Carapichea, Carpacoce, Carphalea, Carterella, Casasia, Cascarilla, Cassupa, Catesbaea, Catunaregam, Cephaelis, Cephalanthus, Cephalidium, Ceratopyxis, Ceriscoides, Ceuthocarpus, Chaetostachydium, Chalepophyllum, Chamaepentas, Chapelieria, Chasallia, Chassalia, Chazaliella, Chimarrhis, Chiococca, Chione, Chomelia, Choristes, Chrysoxylon, Ciliosemina, Cinchona, Cinchonopsis, Cladoceras, Clarkella, Coccochondra, Coccocypselum, Coddia, Coddingtonia, Coelopyrena, Coelospermum, Coffea, Coleactina, Colleteria, Colletoecema, Condalia, Condaminea, Conostomium, Coprosma, Coptophyllum, Coptosapelta, Coptosperma, Cordiera, Cordylostigma, Corynanthe, Coryphothamnus, Cosmibuena, Cosmocalyx, Coussarea, Coutaportla, Coutarea, Cowiea, Craterispermum, Cremaspora, Cremocarpon, Crinita, Crobylanthe, Crocyllis, Crossopteryx, Crucianella, Cruciata, Cruckshanksia, Crusea, Csapodya, Cubanola, Cuviera, Cyanoneuron, Cyclophyllum, Damnacanthus, Danais, Deccania, Declieuxia, Delpechia, Dendrosipanea, Denscantia, Dentella, Deppea, Diacrodon, Dialypetalanthus, Dibrachionostylus, Dichilanthe, Dictyandra, Didymaea, Didymochlamys, Didymopogon, Didymosalpinx, Diodella, Diodia, Dioecrescis, Dioicodendron, Diplospora, Dirichletia, Discospermum, Diyaminauclea, Dolianthus, Dolichodelphys, Dolicholobium, Dolichometra, Dolichopentas, Donkelaaria, Donnellyanthus, Dorothea, Duidania, Dunnia, Duperrea, Duroia, Durringtonia, Edithea, Eizia, Elaeagia, Eleuthranthes, Emmenopterys, Emmeorhiza, Empogona, Endolasia, Enterospermum, Eosanthe, Eriosemopsis, Erithalis, Ernodea, Eteriscius, Euclinia, Euosmia, Evea, Everistia, Exallage, Exostema, Fadogia, Fadogiella, Faramea, Ferdinandusa, Feretia, Fergusonia, Fernelia, Flagenium, Flemingia, Fleroya, Flexanthera, Fosbergia, Froelichia, Fructesca, Gaertnera, Galianthe, Galiniera, Galium, Gallienia, Galopina, Ganguelia, Gardenia, Gardeniopsis, Genipa	, Gentingia, Geocardia, Geophila, Gerontogea, Gillespiea, Gleasonia, Glionnetia, Glossostipula, Gomphocalyx, Gonotheca, Gonyanera, Gonzalagunia, Gonzalea, Gouldia, Greenea, Greeniopsis, Griffithia, Grumilea, Guettarda, Guihaiothamnus, Gynochthodes, Gyrostipula, Habroneuron, Haldina, Hamelia, Hamiltonia, Hedstromia, Hedyotis, Hedythyrsus, Heinsenia, Heinsia, Hekistocarpa, Henriquezia, Heterophyllaea, Hexasepalum, Hillia, Himalrandia, Hindsia, Hintonia, Hippotis, Hodgkinsonia, Hoffmannia, Holstianthus, Homollea, Homolliella, Houstonia, Howardia, Hutchinsonia, Hydnophytum, Hydrophylax, Hymenocoleus, Hymenodictyon, Hymenodyction, Hyperacanthus, Hypobathrum, Hyptianthera, Ipecacuanha, Isertia, Isidorea, Ixora, Jackiopsis, Janotia, Jaubertia, Joosia, Jovetia, Jurgensia, Kadua, Kailarsenia, Kajewskiella, Keenania, Keetia, Kelloggia, Kerianthera, Khasiaclunea, Klossia, Knoxia, Kochummenia, Kohautia, Kraussia, Kutchubaea, Ladenbergia, Lamprothamnus, Landiopsis, Larsenaikia, Lasianthus, Lasionema, Lasiostoma, Lathraeocarpa, Lecananthus, Lecariocalyx, Lelya, Lemyrea, Lepidostoma, Leptactina, Leptactinia, Leptodermis, Leptomischus, Leptopetalum, Leptoscela, Leptostigma, Lerchea, Leucocodon, Leucolophus, Limnosipanea, Lindenia, Lipostoma, Lorencea, Lucinaea, Luculia, Lucya, Ludekia, Macbrideina, Machaonia, Macrocnemum, Macrosphyra, Maguireocharis, Maguireothamnus, Malanea, Manettia, Manostachya, Mantalania, Mapouria, Margaritopsis, Martensianthus, Maschalodesme, Massularia, Mastixiodendron, Mazaea, Melachone, Melanea, Melanopsidium, Menestoria, Mephitidia, Mericarpaea, Merumea, Metabolos, Metadina, Mexotis, Meyna, Micrasepalum, Microphysa, Mitchella, Mitracarpus, Mitragyna, Mitrasacmopsis, Mitriostigma, Molopanthera, Monosalpinx, Morelia, Morierina, Morinda, Morindopsis, Motleyia, Mouretia, Multidentia, Mussaenda, Mussaendopsis, Mycetia, Myonima, Myrioneuron, Myrmecodia, Myrmecoides, Myrmeconauclea, Myrmephytum, Nargedia, Nauclea, Neanotis, Neblinathamnus, Nematostylis, Nenax, Neobertiera, Neoblakea, Neogaillonia, Neohymenopogon, Neolamarckia, Neomussaenda, Neonauclea, Nernstia, Nertera, Nesohedyotis, Neurocalyx, Neurocarpaea, Nichallea, Nodocarpaea, Nonatelia, Normandia, Nostolachma, Notopleura, Ochreinauclea, Octavia, Octotropis, Oldenlandia, Oldenlandiopsis, Oligocodon, Omiltemia, Opercularia, Ophiorrhiza, Oreopolus, Oribasia, Osa, Otiophora, Otomeria, Ottoschmidtia, Ourouparia, Oxyanthus, Oxyceros, Pachystigma, Pachystylus, Paederia, Pagamea, Pagameopsis, Palicourea, Pappostyles, Paracephaelis, Parachimarrhis, Paracoffea, Paracorynanthe, Paragenipa, Paraknoxia, Parapentas, Patabea, Patima, Pauridiantha, Pausinystalia, Pavetta, Payera, Pentagonia, Pentaloncha, Pentanisia, Pentanopsis, Pentas, Pentodon, Peponidium, Perakanthus, Perama, Peripeplus, Pertusadina, Petagomoa, Petesia, Petitiocodon, Petunga, Phellocalyx, Phialanthus, Phialiphora, Phuopsis, Phyllacanthus, Phyllis, Phyllocrater, Phyllomelia, Phyllopentas, Phylohydrax, Picardaea, Pimentelia, Pinarophyllon, Pinckneya, Pitardella, Pittoniotis, Placocarpa, Planaltina, Platycarpum, Plectroniella, Pleimeris, Pleiocoryne, Pleiocraterium, Plocama, Plocaniophyllon, Poecilocalyx, Pogonopus, Polycycliska, Polyozus, Polysphaeria, Polyura, Pomatium, Pomax, Pomazota, Porocarpus, Porterandia, Portlandia, Posoqueria, Pouchetia, Praravinia, Preussiodora, Prismatomeris, Psathura, Pseudaidia, Pseudodiplospora, Pseudohamelia, Pseudomantalania, Pseudomiltemia, Pseudomussaenda, Pseudonesohedyotis, Pseudopyxis, Psilanthus, Psilobium, Psychotria, Psydrax, Psyllocarpus, Pteridocalyx, Pterogaillonia, Pubistylus, Pygmaeothamnus, Pyragra, Pyrostria, Quinquina, Rachicallis, Ramosmania, Randia, Raritebe, Razafimandimbisonia, Readea, Relbunium, Remijia, Renistipula, Rennellia, Restiaria, Retiniphyllum, Rhadinopus, Rhaphidura, Rhipidantha, Rhodopentas, Richardia, Richardsonia, Riodocea, Riqueuria, Robbrechtia, Robynsia, Rogiera, Roigella, Ronabea, Rondeletia, Rosenbergiodendron, Rothmannia, Rovaeanthus, Rubia, Rubovietnamia, Rudgea, Rustia, Rutidea, Rytigynia, Sabicea, Sacosperma, Saldinia, Salzmannia, Saprosma, Sarcocephalus, Sarcopygme, Schismatoclada, Schizenterospermum, Schizocalyx, Schizocolea, Schizomussaenda, Schmidtottia, Schradera, Schumanniophyton, Schwendenera, Sclerococcus, Scolosanthus, Scyphiphora, Scyphostachys, Sericanthe, Serissa, Shaferocharis, Sherardia, Sherbournia, Sickingia, Siderodendrum, Siemensia, Simira, Sinoadina, Sipanea, Sipaneopsis, Siphonandrium, Solena, Solenandra, Sommera, Spallanzania, Spathichlamys, Spermacoce, Spermadictyon, Sphinctanthus, Spiradiclis, Squamellaria, Stachyarrhena, Stachyococcus, Staelia, Standleya, Steenisia, Stenaria, Stenosepala, Stenostomum, Stenotis, Stephanococcus, Stephegyne, Stevensia, Steyermarkia, Stichianthus, Stigmanthus, Stilpnophyllum, Stipularia, Streblosa, Streblosiopsis, Strumpfia, Stylocoryna, Stylosiphonia, Suberanthus, Sulipa, Sulzeria, Synaptantha, Syringantha, Tamilnadia, Tammsia, Tamridaea, Tapanhuacanga, Tapiphyllum, Tarenna, Tarennoidea, Temnocalyx, Temnopteryx, Tennantia, Tepesia, Tessiera, Thamnoldenlandia, Theligonum, Thiollierea, Thogsennia, Timonius, Tinadendron, Tobagoa, Tocoyena, Tortuella, Tournefortiopsis, Trailliaedoxa, Trevirania, Triainolepis, Tricalysia, Trichostachys, Triflorensia, Trigonopyren, Uncaria, Uragoga, Urophyllum, Uruparia, Valantia, Vangueria, Vangueriella, Vangueriopsis, Vidalasia, Villaria, Virecta, Virectaria, Voigtia, Warneria, Warszewiczia, Webera, Wendlandia, Williamsia, Wittmackanthus, Xanthophytum, Xantonnea, Xantonneopsis, Zuccarinia